# ギャラクタス
ギャラクタス(Galactus)は、マーベル・コミックが出版する複数のアメリカン・コミックに登場する架空のキャラクター。スタン・リーとジャック・カービーによって創造された。初出は『ファンタスティック・フォー』誌48号（1966年3月）。
惑星を崩壊させ、そのときに解放されるエネルギーを食べるコズミック・ビーイング（宇宙的存在）のひとり。「宇宙魔神」「コズミック・ディバウラー」「プラネット・イーター」等の異名を持つ。

## ギャラクタス・トリロジー
1966年、創刊からほぼ5年が経過しマーベル・コミックスの旗艦タイトルとなった『ファンタスティック・フォー』において、スタン・リーとジャック・カービーはいまだかつてないスケールのヴィラン（悪役）の創造を迫られていた。生み出されたキャラクターは『ファンタスティック・フォー』誌48から50号（1966年3 - 5月）に登場した（現在ではその3つの号は「ギャラクタス・トリロジー(The Galactus Trilogy)」と呼ばれている）。
カービーは聖書からインスピレーションを得て宇宙魔神ギャラクタスを、そしてリーはギャラクタスに対する天使の位置を占めるヘラルドにシルバーサーファーの名を与えた。
このストーリーは『ファンタスティック・フォー』50号（1966年5月）で頂点に達した。それは、あまりにも愚かでか弱いが、可能性多き存在である人類のために、自らの絶対的な主ギャラクタスに対して戦いを挑むシルバーサーファーの英雄的で悲劇的な姿が描かれた。
この三部作の後、カービーは、ギャラクタスの存在感が大きすぎるとして再登場させるつもりはなかった。しかしファンの人気は高く、ギャラクタス再登場の嘆願が数多く届いたため、リーはカービーにギャラクタスの再登場を要請した。
ギャラクタスは、『ソー』134号（1966年11月）にカメオ登場し、リーとカービーが創造した別の宇宙的キャラクター、イーゴ・ザ・リビングプラネット(Ego the Living Planet)との対立関係をほのめかした。
リーの要請によって1年後、ギャラクタスはまず『デアデビル』37号（1968年2月）にカメオ出演し、続いて『ファンタスティック・フォー』72から77号（1968年3 - 8月）、『シルバーサーファー』1号（1968年8月）に再登場した。それらのストーリーにおいてギャラクタスは、一度は捕食を断念した地球に戻り、かつてのヘラルドであるシルバーサーファーを捜し出した。
その後、リーとカービーは『ソー』160から162号（1969年1 - 3月）に、同誌134号から継続するプロットラインとしてギャラクタスを登場させた。162号からはギャラクタスのオリジン・ストーリーが語られたが、キャラクターは予期せぬ脱線を見せ始める。その理由としてはリーとカービーの間のコミュニケーション不足が指摘されている。
ギャラクタスのオリジンは、『ソー』168から169号（1969年9 - 10月）で最終的に明らかとなった。

## 1970年代から80年代
新たなヘラルドを引き連れたギャラクタスは、『ファンタスティック・フォー』120から123号（1972年3 - 6月）と『ソー』225から228号（1974年7 - 10月）、さらにその後『ファンタスティック・フォー』 172から175号（1976年7月 - 10月）、206から213号（1979年5 - 12月）に登場した。
1983年、ライターのマーク・グランウォルド(Mark Gruenwald)、ペンシラーのジョン・バーン(John Byrne) と ロン・ウィルソン(Ron Wilson)、インカーのジャック・アベル(Jack Abel) とヴィンス・コレッタ(Vince Colletta)は、『ギャラクタス』のタイトルを冠した23ページにおよぶより詳細なオリジン・ストーリーを生み出した。これは『スーパー・ヴィラン・クラシックス』 1号（1983年5月）に掲載された。大部分は以前のオリジンと同一のものであったが多少の加筆、削除、編集が行われ、後には『オリジン・オブ・ギャラクタス』 1号（1996年2月）として再版された。

## 1990年代
1990年代におけるギャラクタスの存在は、クロスオーバー・タイトル『インフィニティ・ガントレット』#1-6（1991年7 - 12月）、『インフィニティ・ウォー』#1-6（1992年6 - 11月）、およびミニシリーズ『ギャラクタス・ザ・ディバウラー』（1999年9月 - 2000年3月）におけるその死で最高潮を迎えた（これは元々『シルバーサーファー』第3シーズンのためのストーリーとして設定されていたが、同タイトルは販売不振のために打ち切りとなった）。このシリーズは、シルバーサーファーの手によるギャラクタスの死で終わり、死に瀕したギャラクタスは、自らの死によって「更に大きな悪が顕れるだろう」と警告した。

## 2000年代
ギャラクタスの死後、彼の残骸は星の形態をとった。
後にファンタスティック・フォーは、ギャラクタスが惑星を喰うことで得たエネルギーの多くが、コズミック・ビーイングのひとつアブラクサス(Abraxas)を拘束しておくことに用いられていたことを知った。これによりギャラクタスはマルチバース（多元宇宙）が破壊されるのを防いでいたのである。それを知ったMr．ファンタスティックとドクター・ドゥームはギャラクタスを復活させ、復活したギャラクタスは解き放たれたアブラクサスを撃破した。
ギャラクタスは、『マーベル：ジ・エンド (Marvel: The End)』1 - 6号（2003年5 - 7月）とマキシシリーズ『サノス (Thanos)』1 - 12号（2003年12月 - 2004年5月）に登場し、彼が喰らった多くの生命溢れる惑星に対して悔悟の情を表した。さらに今後は能動的に惑星以外の食物を捜すことを表明しさえした。
また別のストーリーでは、Mr.ファンタスティックとヒューマントーチによって開発された装置によってギャラクタスをギャランとパワー・コズミックという二つの構成要素に分離する試みも行われた。分離されたギャランはパワー・コズミックから逃れるために別の次元に逃亡した。しかし結局この試みは失敗したらしく、すぐ後に異星の戦士ベータ・レイ・ビルが再統合されたギャラクタスに遭遇している。
ギャラクタスはまた、6号からなるコズミック系クロスオーバー『アナイアレーション (Annihilation)』（2006年10月 - 2007年3月）の中心的キャラクターであった。そして、4号からなるミニシリーズ『アナイアレーション：シルバーサーファー』（2006年6 - 7月）の共演者として、最初に登場した。ギャラクタスは、それから2号からなるエピローグ、『アナイアレーション：ヘラルド・オブ・ギャラクタス (Annihilation：Heralds of Garactus)』（2007年4 - 5月）に登場する。この『アナイアレーション：ヘラルド・オブ・ギャラクタス』では、ギャラクタスがプロエミナル（Proemial Gods、ビッグバンを生き残ったコズミック・ビーイング達の一群）の一柱であるという設定が加えられた。
彼ら神群はいくつかの派閥に別れ、宇宙全体の支配権を得るために戦い続けた。この戦いは最終的にギャラクタスの勝利に終わり、ギャラクタスは他派のリーダーを殺害し、生き残ったメンバーを宇宙の果てキラン(Kyln)の牢獄に幽閉した。
ネガティブ・ゾーンの支配者の一人アニヒラスが生み出した絶滅艦隊アナイアレーション・ウェーブによってキランの牢獄は破壊され、解き放たれたプロエミナルの生き残りの二柱、暗黒のテネンバウス(Tenebrous of The Darkness)と哀しみのイージス(Aegis Lady of All Sorrows)がギャラクタスとシルバーサーファーを攻撃した。この攻撃によって無能力化されたギャラクタスはアニヒラスによって拘束され、宇宙の全ての生命を破滅させるためのパワー・コズミック爆弾に改造されようとした。ドラックス・ザ・デストロイヤーはギャラクタスの救出に成功したが、その過程で3つの星系とアナイアレーション・ウェーブ艦隊の大部分を破壊する大爆発を引き起こした。その結果、生き残った関係者は休戦に合意せざるを得なくなった。
ミニシリーズ『ベータ・レイ・ビル：ゴッドハンター (Beta Ray Bill: Godhunter』』では、異星人の戦士ベータ・レイ・ビルが、リミテッドシリーズ『ストームブレイカー：サーガ・オブ・ベータ・レイ・ビル (Stormbreaker: The Saga of Beta Ray Bill)』で起こった事件に対してギャラクタスへの復讐を要求した。

## オリジン
ギャラクタスはビッグバン以前の宇宙の生き残りである。
かつて彼は、ギャラン(Galan)という名の宇宙探検家であった。彼の母星ター(Taa)は、非常に高度な文明を誇ったが疫病のように星を侵す宇宙的災害によって滅亡した。最後の生存者となった彼は宇宙的災害の発生源であるコズミック・エッグに到達した。コズミック・エッグの内部で宇宙意思(Sentience of the Universe)と出会ったギャランは、それと合一し、やがて訪れる宇宙の終焉ビッグクランチを生き延びて次の宇宙に至ることを選んだ。ビッグバンを生き延びた合一体は、超エネルギーを持つ新たな生命体ギャラクタスとして生まれ変わった。ギャラクタスは、自らの強大なエネルギーを制御するための鎧と、巨大宇宙船Taa II（彼の滅亡した故郷に敬意を表して命名された）を製造した。
『ファンタスティック・フォー』242から244号（1982年5 - 7月）、さらに『ファンタスティック・フォー』257号（1983年8月）でギャラクタスは帰還する。このストーリーで、ギャラクタスと他のコズミック・ビーイングとの関係が更に進展した。コズミック・ビーイングのひとり、死を司るデスは、ギャラクタスが「夫にして父、兄弟にして息子である」と述べている。
この後、『ファンタスティック・フォー』#262（1984年1月）に登場したコズミック・ビーイング、時間を司るエターニティは、ギャラクタスが宇宙の自然律にとって重要なのだと主張した。そこでは「全宇宙に対するギャラクタスの必要性とその役割は、『超長期のスパンで見るならば、全ての創造物に対して善をなす触媒と見なすことができる悪』である」と表現された。
同年、アンソロジー誌『エピック・イラストレイテッド(Epic Illustrated)』 #26-34（1984年10月 - 1986年2月）に、10話からなる「ザ･ラスト・ギャラクタス・ストーリー」の最初の9話分が発表された。ただし同誌はこの号をもって終了し、ストーリーは未完に終わった。
翌年、ギャラクタスはクロスオーバー・タイトル『シークレット・ウォーズ』（1984年5月 - 1985年4月）、そして再び『シルバーサーファー』第3シリーズ（1987年 - 1998年）で重要な役割を演じることとなる。対立概念（生と死、理性と感情、秩序と混沌など）を司るコズミック・ビーイング、イン・ビトウィナー(In-Betweener)は、ギャラクタスの必要性について、エターニティとデスのバランスを調整するために存在するのだと述べている。

## 能力
ギャラクタスは、強大なパワー・コズミックの使い手である。これにより物体の構成分子の再構築および元素転換、銀河間の距離を越える物体のテレポート、時空間の操作、自らの大きさの変化、破壊力線の放射、不可壊に近い強度のフォース・フィールドの構築、次元間移動ポータルの作成、テレパシー、テレキネシス、宇宙的な知覚力などを発揮する。
ギャラクタスは、彼のヘラルドのひとりモーグを死から復活させたように、知的生命体を創造する能力を持つ。また同時に自分自身あるいは他者の物理的な損壊状態を再構築することができる。さらに記憶、感情、魂を自在に操作することができ、この能力はヘラルドを生み出す際によく用いられる。死んだ惑星をそこにかつて住んでいた知的生命ごと復活させたこともある。
ギャラクタスは、彼自身が他のいかなるものよりも高次の存在であると考えており、生命に溢れた惑星をむさぼることによって彼の生命と存在を維持している。彼は無数の世界を喰い、数多くの文明と生命を消し去った。
ギャラクタスはまた、体内のエネルギーを制御するために全身鎧を装着している。
ギャラクタスの外見は見る種族によって異なる。スクレイルガールの相棒のリスのチッピトウには巨大なリスに見えていた。ヘルメットやスーツは共通している。
ギャラクタスが彼自身の存在を支えるためには連続的なエネルギーの供給が必要不可欠であり、彼のパワーレベルは彼の「飢え」の度合いに大きく影響される。このため、地球のスーパーヒーローたちは、飢えにより力の減衰したギャラクタスを撃退することに幾度か成功している。
この宇宙における最古の知的存在であるギャラクタスは、地球上の最も優れた知性でも把握することができないほど超高度な科学技術を駆使する（究極抹消器アルティメット・ヌリフィアー(Ultimate Nullifier)やメビウスの輪状をした太陽系サイズの宇宙船Taa IIなどが良い例である）。
ギャラクタスは、自分のヘラルドとして働かせるために知的生命体を選び出し、パワー・コズミックの一部を与えることがある。
またギャラクタスが創造した前述のアルティメットヌリフィアーは全多元宇宙を破壊できるほどの能力を持っている。

## ヘラルド
「ヘラルド」 (Herald) とは、ギャラクタスの斥候あるいは水先案内人となって、彼が食べるための惑星を探索する存在のことである。ヘラルドの来訪はギャラクタスの来襲を意味し、惑星の死刑執行宣言とも取られるため、非常に畏れられている。またそれぞれのヘラルドはギャラクタスからパワー・コズミックを与えられ、超人的な能力を身に付けている（詳細はシルバーサーファーの項を参照のこと）。
- シルバーサーファー
- エアーウォーカー (Airwalker)
- ファイアーロード (Fireload)
- デストロイヤー (Destroyer)
- テラックス (Terrax)
- ノヴァ (Nova)
- モーグ (Morg)
- レッドシフト (Red Shift)
- フォールン・ワン (Fallen One)
- ドミナス (Dominas)
- スターダスト (Stardust)
- ゴールデン・オールディー (Golden Oldie)

## 他のバージョン

### アースX
アースX世界におけるギャラクタスは、宇宙における基本的存在の1つである。惑星を破壊することによってコズミック・ビーイング、セレスティアルズ(Celestials)の卵（＝惑星）を破壊し、宇宙的な生態系を維持している。後には超越的存在に進化したフランクリン・リチャーズ（Mr.ファンタスティックの息子）が、ギャラクタスの役割を果たすことになる。

### エグザイルズ
ギャラクタスは「世界の破壊者」ではなく、エグザイルズの世界では反対に「世界を癒すもの」として登場する（この世界の「世界の破壊者」はシルバーサーファーである）。

### ヒーローズ・リボーン
マーベル世界全体を巻き込んだ一大クロスオーバー『オンスロート』事件の後、ギャラクタスはフランクリン・リチャーズによってつくられたポケット宇宙に現れ、すぐに数人のヘラルドを生み出した。この世界におけるギャラクタスとそのヘラルドは、超人族インヒューマンズによる崇拝の対象とされている。

### マンガヴァース
ギャラクタスは、単眼と触手を有する惑星サイズの巨大な生物として現れ、惑星から生命力を吸い尽くす。またヘラルドではなく、ギャラクタスの摂食行動を補佐するさまざまな形態の生物（スポアー(Spore)）を生み出す。

### マーベル・ゾンビーズ
マーベル・ゾンビーズの世界でギャラクタスは、シルバーサーファーを捕食してパワー・コズミックを獲得したゾンビーたちと総力戦を繰り広げる。高度な科学技術の助けを借りたゾンビーたちは辛くもギャラクタスを破ることに成功し、彼の肉体を喰い尽くした。
ギャラクタスのパワーを吸収したゾンビーたちは彼の役割も継承し、他の惑星を喰うために宇宙へ侵攻していった。

### MC2
新たなヘラルド、ドミナスを連れた未来のギャラクタスが、MC2世界に登場する。

### アルティメット・ギャラクタス
アルティメット世界のギャラクタスは、ガー・ラク・タス(Gah Lak Tus)と呼ばれている。
その存在はアルティメット版のヴィジョン(Vision)によってまず言及された（この世界におけるヴィジョンは、ガー・ラク・タスによってかつて滅ぼされた世界で作られた早期警戒システムであったことが明かされる）。
ガー・ラク・タスは、都市サイズのロボットが160,000 kmもの長さに続く一種の群体で、シルバーサーファーに良く似た存在、エンヴォイ(envoy)を進路上の惑星に送り込んで全ての生命を喰い尽くす集合知性体であった。
リード・リチャーズは、他の宇宙がビッグバンを起こした際のエネルギーを転送して敵にぶつける武器アルティメット・ヌリフィアーを用いてガー・ラク・タスの20%を消滅させ、その進路を変えさせることに成功した。

## その他のメディア

### ゲーム
- MARVEL VS. CAPCOM 3 Fate of Two Worlds

ボスキャラクターとしてギャラクタスが登場。ヘラルド（ドクター・ドゥーム、ドーマムゥ、アルバート・ウェスカー、豪鬼の4人）を2体呼んで闘わせたり、レーザーや即死判定の技など強力な攻撃を使ってくる。
前々作『MARVEL VS. CAPCOM CLASH OF SUPER HEROES』でもボス候補として上げられていたが、その時は「ヒーローや格闘家が殴り合いで倒せるような相手ではない」という理由で却下されている。
- ULTIMATE MARVEL VS. CAPCOM 3

前作同様ボスキャラクターだが、条件を満たすと専用のモードが出現し、そこではギャラクタスがプレイアブルキャラクターとして操作できる。

### 実写映画版

#### MCU版
演 - ラルフ・アイネソン、日本語吹替 - 楠大典
『ファンタスティック4:ファースト・ステップ』に登場。同作のメインヴィラン。